# Umidjon Ismanov
Umidjon Ismanov (13 de noviembre de 1989) es un luchador uzbeco de lucha libre. Compitió en campeonato mundial en 2015, acabó en el puesto cuarto. 
Ganó la medalla de bronce en los Juegos Asiáticos de 2014. Consiguió una medalla de oro en Campeonato Asiático de 2013 y de bronce en 2015. Cuatro en la Copa del Mundo en 2009 y duodécimo en 2011.